# Касукабе
Касукабе (јап. 春日部市) град је у Јапану у префектури Саитама. Према попису становништва из 2005. у граду је живело 238.499 становника.

## Становништво
Према подацима са пописа, у граду је 2005. године живело 238.499 становника.
| 1995.   | 2000.   | 2005.   |
| ------- | ------- | ------- |
| 238.598 | 240.924 | 238.499 |